# یواس‌اس لینت (ای‌ام-۷۶)
یواس‌اس لینت (ای‌ام-۷۶) (به انگلیسی: USS Linnet (AM-76)) یک کشتی بود که طول آن ۱۲۳ فوت ۱۰ اینچ (۳۷٫۷۴ متر) بود. این کشتی در سال ۱۹۲۸ ساخته شد.